# Callimetopus palawanus
Callimetopus palawanus är en skalbaggsart som först beskrevs av Schultze 1934.  Callimetopus palawanus ingår i släktet Callimetopus och familjen långhorningar.
Artens utbredningsområde är Filippinerna. Inga underarter finns listade.